# Élection du conseil métropolitain de Bangkok de 2022
L'élection du conseil métropolitain de Bangkok de 2022 s'est tenue le 22 mai, soit en même temps que l'élection du gouverneur de Bangkok. Il s'agit de la 13e depuis la création du conseil, la 1re depuis le coup d'État de la junte militaire en 2014, la dernière élection démocratique pour ce poste remontant ainsi à 2010. Elle élit ainsi la 13e législature.
Après une majorité militaire désigné par le CNPO en 2014, le Pheu Thai devient majoritaire et gagne 5 sièges de plus qu'à l'élection de 2010. Le Parti démocrate perd sa majorité de 2010, auparavant à 45 sièges, et ne remporte que seulement 9 sièges à cette élection. Des nouveaux partis remportent aussi des sièges, tels que le nouveau parti Move Forward, avec 14 sièges, ou encore le Palang Pracharat, parti gouvernemental, avec 2 sièges.